# Курчи-Кирей
Курчи-Кирей (укр. Куртчи-Кірей, крымскотат. Qurçı Kirey, Къурчы Кирей) — исчезнувший хутор в Джанкойском районе Республики Крым, располагавшееся на севере района, на берегу одного из заливов Сиваша, примерно в 3,5 километрах к востоку от современного села Яснополянское.

## История
Первое документальное упоминание селения встречается в Статистическом справочнике Таврической губернии. Ч.II-я. Статистический очерк, выпуск пятый Перекопский уезд, 1915 год, согласно которому в деревне Курчи-Кирей (Дубса) Богемской волости Перекопского уезда числилось 5 дворов с немецким населением в количестве 36 человек приписных жителей и 5 — «посторонних».
После установления в Крыму Советской власти, по постановлению Крымревкома от 8 января 1921 года № 206 «Об изменении административных границ» была упразднена волостная система и в составе Джанкойского уезда был создан Джанкойский район. В 1922 году уезды преобразовали в округа. 11 октября 1923 года, согласно постановлению ВЦИК, в административное деление Крымской АССР были внесены изменения, в результате которых округа были ликвидированы, основной административной единицей стал Джанкойский район и село включили в его состав. Согласно Списку населённых пунктов Крымской АССР по Всесоюзной переписи 17 декабря 1926 года, в селе Курчи-Кирей Тереклынского сельсовета Джанкойского района числилось 9 дворов, все крестьянские, население составляло 41 человек, из них 40 украинцев и 1 армянин. В дальнейшем в доступных источниках не встречается.